# Sitakilly
Sitakilly es una comuna o municipio del círculo de Kenieba de la región de Kayes, en Malí. En abril de 2009 tenía una población censada de 30 154 habitantes.
Se encuentra ubicada al oeste del país y al suroeste de la región de Kayes, cerca de la frontera con Senegal y República de Guinea.